# Roberto Acevedo Sandoval
Roberto Acevedo Sandoval est un auteur et éditeur de bande dessinée mexicain, né le 9 mai 1905 à Oaxaca et décédé le 28 mars 1967 à Mexico.

## Biographie
Arrivé à Mexico au début des années 1920, Sandoval y travaille d'abord pour la publicité pour l'agence Excélsior. Dans les années 1930, alors qu'il suit des cours à l'Académie de San Carlos, il publie ses bandes dessinées dans des revues de la maison d'édition Herrerías (Mujeres et Deportes), puis, de 1937 à 1941, Juventud (Paquito (es) et Pepín (es)). De 1941 à 1952, il dirige le magazine Esto, puis fonde fonde l'hebdomadaire El Fígaro, qu'il dirige jusqu'à sa mort en 1967.